# 6207 Bourvil
6207 Bourvil este o planetă minoră (asteroid), cu un diametru de 3,334 km, din centura de asteroizi. A fost descoperită pe 24 ianuarie 1988 la Kushiro de Seiji Ueda⁠(d) și a fost numită după Bourvil. 
Obiectul prezintă o orbită caracterizată de o semiaxă mare de 2,3314547 UAi, o excentricitate de 0,2, o înclinație de 2,97491 ° în raport cu ecliptica.